# Peter Bastiaanssen
Petrus Franciscus Johannes (Peter) Bastiaanssen (Breda, 14 december 1957) is een Nederlands beeldend kunstenaar, actief als tekenaar, beeldhouwer, installatiekunstenaar, en als filosoof.

## Levensloop

### Studie en vroege werk
Bastiaanssen is geboren en getogen in Breda, waar hij in 1987 afstudeerde aan de Academie voor Beeldende Kunsten Sint-Joost. In het opvolgende jaar verbleef hij in Barcelona in het centrum van de stad, waarbij hij met tekenen zijn eigen thematiek begon vorm te geven. Uitgangspunt in dit vroege werk was zijn eigen situatie, zijn kamer en de tafel. Na enige tijd verscheen de hond, die stond voor 'het andere'; soms een vriend, soms juist een vijand. Later was er de vrouw.
Terug in Nederland eind 1988 vestigde hij zich in Rotterdam, waar hij zijn autobiografische anekdotes ook in schilderijen begon uit te werken. Twee jaar later had hij met de kunstenares Mia van der Burg zijn debuutexpositie in de Galerie N.R.P. De Briede, met een kort artikel in Het Vrije Volk, en een kritiek in de Volkskrant. In de eerste jaren vervolgde hij dit pad met anekdotisch onderzoek, resulterend in exposities in dezelfde orde, zoals bijv. de expositie "Over haring hakken en bloem snijden" in het Museum Katwijk eind 1994.

### Doorbraak en thematische verdiepingen
Na deelname aan vele exposities, waaronder de KunstRAI te Amsterdam, keerde Bastiaanssen in de zomer van 1995 terug naar Galerie N.R.P. De Brieder voor een overzichtsexpositie van zijn werken. Joan Veldkamp karakteriseerde dit werk in Het Vrije Volk  als "Humoristisch verzet tegen de frons-kunst." Ze stelde verder dat "zijn bizarre sculpturen een kleurrijke parodie op het burgerlijke bestaan vormen... Zijn speelse ‘huistaferelen’ stralen een flinke dosis optimisme en humor uit."
In de jaren erop richtte hij zich met beeldend onderzoek op thematische verdieping als "Art is a dog" (2005), "Yapping modernism" (2006) en "Yapping modern models" (2011) wat hij uitwerkte in schilderijen, sculpturen en geïllustreerde boekwerkjes rond exposities.

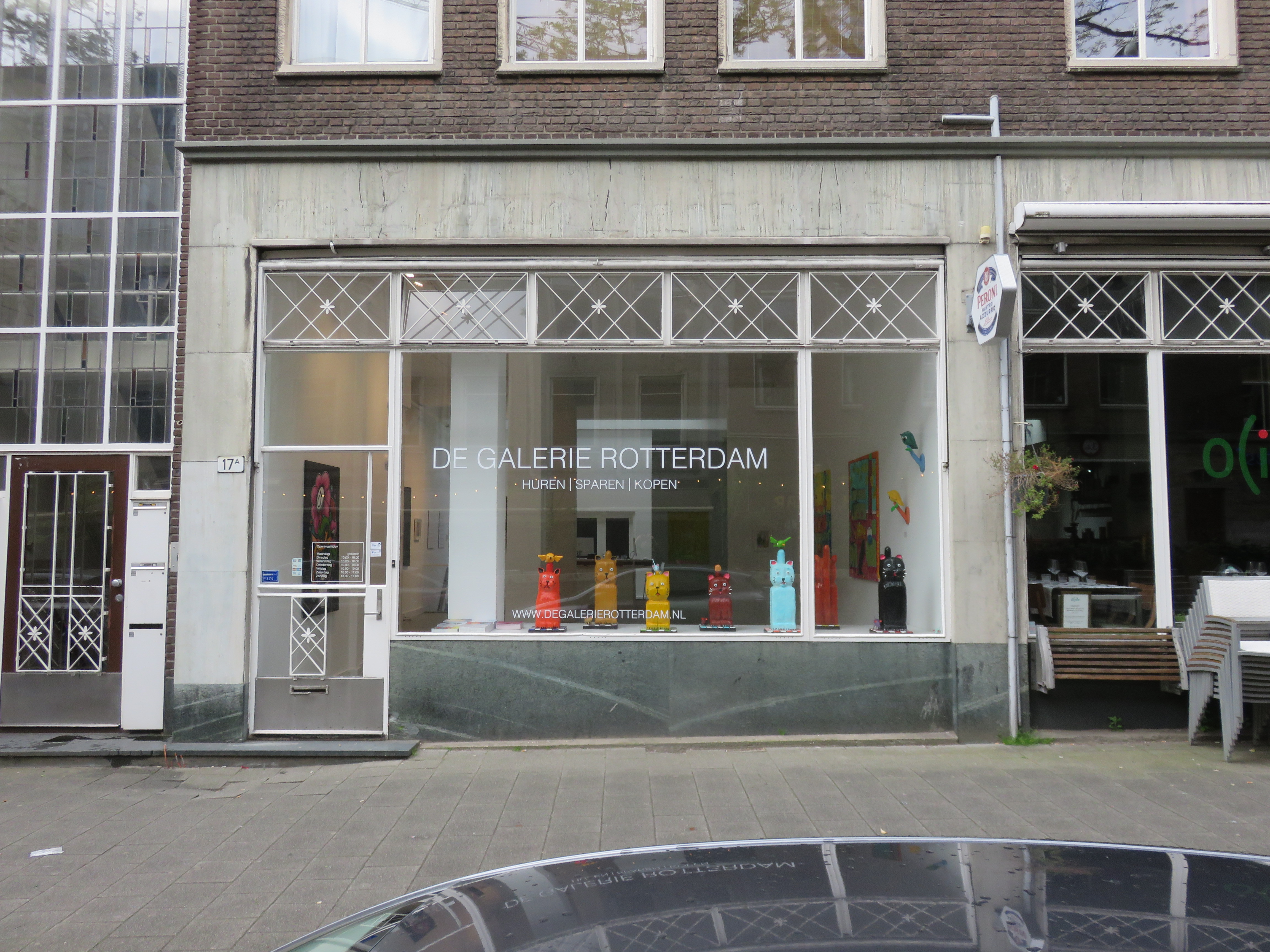
De Galerie Rotterdam in de Witte de Withstraat, Rotterdam met werk van Peter Bastiaanssen in de etalage, 2024

Bastiaanssen werkt sinds begin jaren 2000 vanuit een atelier in een oud schoolgebouw in de Insulindestraat, Rotterdam. Hij werkt aan verdere verspreiding van zijn werk middels interviews en solo- en groepsexpositie in binnen- en buitenland. Verder laat hij zich vertegenwoordigen door een zestiental galeries en kunstcentra, waaronder Gallery Untitled en De Galerie Rotterdam (zie afbeelding) in Rotterdam. Zijn werk is opgenomen in diverse collecties, waaronder het Groninger Museum en het Museum for Contemporary Art in Sydney.

## Exposities, een selectie
- 1990. Mia van der Burg en Peter Bastiaanssen, in: Galerie NRP De Brieder in metrostation Oostplein, Rotterdam.[1][2]
- 1994. Over haring hakken en bloem snijden, werk van Peter Bastiaanse in: Museum Katwijk.[3]
- 1995.  Wereldtentoonstelling, in: Galerie NRP De Brieder in metrostation Oostplein, Rotterdam.[4]
- 2002. Lentebeeld van Peter Bastiaanssen, Villa Zebra.[9]
- 2004. Roodkapje, in Villa Zebra in Leidsche Rijn. Groepsexpositie samen met o.a. Isabelle Vandenabeele, Paul Bloemers, Ron Blom, Chrystl Rijkeboer, Egied Simons en Ari Versluis. [10]
- 2018. Proef de kunst, Artzaanstad. Werk uit eigen collectie van o.a. Louise te Poele,  Hans Cornèl, Noortje Zijlstra en Annet den Ouden.[11]
- 2021. #Blackbirds in colourful houses, wandinstallatie speciaal voor Museum Belvédère bij heropening in juni 2021.[12][13]

## Publicaties, een selectie
- Bastiaanssen International Rescue Sends the Signal, Uitgave in eigen beheer, 1997
- Art is a dog, BnM uitgevers, Nijmegen KcH Haarlem, 2005
- Huh? De Geïllustreerde Encyclopedie van de kunst van het denken, 2015[14]